# Estanislao Fernandez
Estanislao A. Fernandez (* 28. März 1910 in Liliw, Laguna; † 28. Juli 1982) war ein philippinischer Richter und Politiker.

## Biografie
Nach dem Schulbesuch studierte er Rechtswissenschaft und schloss das Fach Strafrecht 1933 als Viertbester seines Jahrgangs ab. Anschließend war er als Rechtsanwalt tätig, wobei er auch Strafprozesse vor Gerichten der Vereinigten Staaten vertrat. Er war auch Mitglied der Studentenverbindung Upsilon Sigma Phi North America, Inc., aus der zahlreiche führende Politiker der Philippinen hervorgingen.
Als Kandidat der Liberalen Partei wurde er 1949 zum Abgeordneten in das Repräsentantenhaus gewählt und vertrat dort bis 1953 den 2. Wahlbezirk der Provinz Laguna, der unter anderem seinen Wohnort Pagsanjan umfasste.
Bei den Wahlen vom 10. November 1959 wurde er als erster „Pagsanjeño“ zum Mitglied des Senats gewählt. Während seiner bis 1965 dauernden Wahlzeit war er zuletzt von 1962 bis 1965 Minderheitsführer (Minority Floor Leader) und damit Führer der Opposition im Senat.
Darüber hinaus war er 1971 Mitglied des Verfassungskonvents. Nach seinem Ausscheiden wurde er 1973 zum Beisitzenden Richter an den Obersten Gerichtshof berufen und gehörte diesem bis zu seinem Eintritt in den Ruhestand 1975 an.